# Association Sportive des Forces Armées Royales
L'Association Sportive des Forces Armées Royales (in arabo فريق الجيش الملكي‎?, francese per Associazione Sportiva delle Forze Armate Reali), meglio nota come ASFAR o FAR Rabat, è una società calcistica marocchina con sede nella città di Rabat. Milita nella Botola 1 Pro, la massima divisione del campionato marocchino.
Fondato nel 1958, è uno dei più famosi e prestigiosi club marocchini insieme al Wydad Casablanca e al Raja Casablanca, potendo vantare la vittoria di 13 campionati marocchini, 12 Coppe del Marocco (competizione che in due occasioni ha vinto per tre volte consecutive, dal 1984 al 1986 e dal 2007 al 2009), 4 Supercoppe del Marocco, una CAF Champions League e una CAF Confederation Cup. 
Gioca le partite casalinghe allo stadio Moulay Abdallah (53 000 posti) e oltre al calcio ha anche sezioni di basket, atletica, pallamano, boxe e pallavolo.

## Storia
Il 1º settembre 1958 il re Hassan II, allora principe ereditario, fondò l'Association Sportive des Forces Armées Royales, l'associazione sportiva delle Forze Armate Reali. Club a vocazione polisportiva, l'AS FAR nel 1959 si dotò di una sezione calcistica e di una sezione cestistica. Oggi è attivo in 12 discipline sportive.
Il periodo 1959-1971 è l'epoca d'oro dell'AS FAR, che in questo periodo vinse 7 campionati e 2 Coupe du Trône, la coppa nazionale marocchina. Questo fu anche il periodo della grande squadra del FAR, con giocatori che hanno lasciato il segno nella storia del club, come Bamous, Fadili, Bakha, Khalifa, Ammar, Allal, Ammari, e molti altri. La spina dorsale della nazionale del Marocco era in quella fase composta da giocatori dell'AS FAR, allenato in questi anni da Guy Cluseau e Mehdi Faria. 
Un anno dopo la sua creazione, la squadra di calcio, ancora in seconda divisione, vinse la sua prima Coppa del Trono. Lo stesso anno il club fu promossa nella prima divisione del campionato marocchino, dove arrivò al quarto turno contro il Wydad Casablanca, sconfitto per 1-0, e poi ai quarti di finale, dove l'AS FAR ffrontò il Fath Rabat nel primo derby di Rabat, finito 3-1 in favore dell'AS FAR. La finale ebbe luogo il 14 dicembre 1959 contro il Mouloudia Oujda, che aveva vinto le prime due edizioni della Coppa del Trono e si apprestava a realizzare una tripletta, mentre per l'AS FAR la vittoria nella finale di coppa nella stagione d'esordio in massima serie sarebbe stata l'ideale. A vincere la partita fu l'AS FAR, con il punteggio di 1-0 allo Stade de Casablanca.
Fu la prima squadra marocchina a partecipare a una competizione continentale, nel 1968, anno in cui raggiunse la semifinale della Coppa dei Campioni d'Africa, e la prima marocchina a vincere la Coppa dei Campioni d'Africa, nel 1985.

## Allenatori
- Mohamed Anouar (shtoki) (1958-59)
- Larbi Benbarek (1959-60)
- Guy Cluseau (1960-69)
- Mustafa El Ghazouani (1969-70)
- Sabino Barinaga (1970-71)
- Blagoje Vidinić (1971-72)
- Anoul dos Santos (1972-73)
- Amar Ben Siffedine (1972-73)
- Sabino Barinaga (1973-74)
- Fin Driss Bamous (1973-74)
- Guy Clisaux (1974-80)
- Sabino Barinaga (1980-82)
- Mircea Dridea (1982-83)
- Fin José Faria (1983-88)
- Antonio Angelillo (1988-90)
- Fin José Faria (1990-92)
- Mustapha Dafarallah (1992-93)
- Mário Wilson (1993-95)
- Jesualdo Ferreira (1995-96)
- Carlos Alhinho (1996-97)
- Henri Depireux (1997-98)
- Georges Heylens (1998-99)
- Rachid Taoussi (1999-2000)
- Henri Depireux (2000-2001)
- Alain Giresse (1º luglio 2001 -30 giugno 2003)
- Mohamed Fakhir (2004-05)
- Henri Stambouli (1º marzo 2006 -6 gennaio 2007)
- Jaouad Milani (2007)
- Mustapha Madih (2007-2008)
- Mohamed Fakhir (2008-2009)
- Walter Meeuws (16 luglio 2009 -7 novembre 2009)
- Aziz El Amri (2010)
- Mustapha Madih (2010-2011)
- Fathi Jamal (1º novembre 2011 -16 aprile 2012)
- Rachid Taoussi (1º luglio 2012 -7 dicembre 2012)
- Abderrazak Khairi (7 dicembre 2012 -25 giugno 2013)
- Jaouad Milani (1º luglio 2013 -1º ottobre 2013)
- Rachid Taoussi (22 ottobre 2013 -13 dicembre 2014)
- José Romão (2015-16)
- Abdelmalek El Aziz (2016)
- Aziz El Amri (2016-2018)
- Abderrazak Khairi (2018)
- Mohamed Fakhir (2018)
- Carlos Alós Ferrer (2019)
- Abderrahim Talib (2019-2021)
- Sven Vandenbroeck (2021-2022)
- Fernando Da Cruz (2022-2023)
- Hussein Ammouta (2023)
- Nasreddine Nabi (2023-2024)
- Czesław Michniewicz (2024)
- Hubert Velud (2024-)

## Palmarès

### Competizioni nazionali
- Campionato marocchino: 13

1961, 1962, 1963, 1964, 1967, 1968, 1970, 1984, 1987, 1989, 2005, 2008, 2022-2023
- Coppa del Marocco: 12

1959, 1970-1971, 1983-1984, 1984-1985, 1985-1986, 1998-1999, 2002-2003, 2003-2004, 2006-2007, 2007-2008, 2008-2009, 2019-2020
- Supercoppa del Marocco: 4

1959, 1961, 1962, 1963
- Campionato marocchino di seconda divisione: 1

1958-1959

### Competizioni internazionali
- CAF Champions League: 1

1985
- Coppa della Confederazione CAF: 1

2005

### Altri piazzamenti
- Campionato marocchino:

Secondo posto: 1959-1960, 1970-1971, 1990-1991, 2003-2004, 2005-2006, 2006-2007, 2012-2013, 2023-2024, 2024-2025
Terzo posto: 1968-1969, 1984-1985, 1985-1986, 1987-1988, 1993-1994, 2008-2009, 2020-2021, 2021-2022
- Coppa del Marocco:

Finalista: 1987-1988, 1989-1990, 1995-1996, 1997-1998, 2011-2012, 2023-2024
Semifinalista: 1960-1961, 1962-1963, 1966-1967, 1986-1987, 1988-1989, 1993-1994, 2001-2002, 2016-2017
- CAF Champions League:

Semifinalista: 1968, 1988
- Coppa delle Coppe d'Africa:

Finalista: 1997
- Coppa della Confederazione CAF:

Finalista: 2006
- Supercoppa CAF:

Finalista: 2006
- Coppa dei Campioni afro-asiatica:

Finalista: 1986
- Coppa dei Campioni del Maghreb:

Semifinalista: 1971

## Tifoseria
La sezione calcistica dell'Association Sportive des Forces Armées Royales (AS FAR), è una delle squadre più sostenute dagli appassionati di calcio marocchini e una delle compagini che hanno fornito più calciatori alla nazionale di calcio del Marocco. 
I gruppi di tifosi dell'AS FAR più noti sono gli Ultras Askary e la Black Army.